# 7049 Meibom
7049 Meibom este un asteroid din centura principală, descoperit pe 24 octombrie 1981, de Schelte Bus.